# Cầu Thị Cầu
Cầu Thị Cầu là một cây cầu đường bộ bắc qua sông Cầu thay thế cho cầu Đáp Cầu (cây cầu đường bộ chung với đường sắt). Cầu song song với cầu cũ về phía hạ nguồn nối phường Vũ Ninh với phường Nếnh tại lý trình km23 + 485 trên tỉnh lộ 295B.